# Villers-Tournelle

Villers-Tournelle este o comună în departamentul Somme, Franța. În 1 ianuarie 2022 avea o populație de 158 de locuitori.